# ME-Fonds
Het ME-Fonds was van 1993 tot 2004 een fonds in Nederland om het wetenschappelijk onderzoek naar en de behandeling van de ziekte myalgische encefalomyelitis (ME) te stimuleren en te subsidiëren en om voorlichting te geven aan het publiek.
Oprichtster van het fonds was de schrijfster Renate Dorrestein. De opbrengst van haar boek 'Heden ik' over haar eigen leven als ME-patiënte vormde de eerste bijdrage aan het fonds.
Het Ministerie van Volksgezondheid, Welzijn en Sport stelde uiteindelijk een bedrag van 1,9 miljoen euro beschikbaar aan ZonMw voor wetenschappelijk onderzoek naar ME. De uitvoering van het Onderzoeksprogramma CVS van ZonMw startte in 2006.

## ME-Award
Elke twee jaar werd door het ME-Fonds een internationale prijs, met een bijbehorend geldbedrag, uitgereikt aan onderzoekers die zich volgens het fonds bijzonder hadden onderscheiden. De ME-Award ging achtereenvolgens naar:
- 1995 Peter en Wilhelmina Behan voor hun ME-onderzoek te Glasgow, Schotland[1][2]
- 1997 De Netherlands Fatigue Research Group Nijmegen onder leiding van Jos van der Meer voor hun multidisciplinair onderzoeksprogramma[3]
- 1999 Stephen Strauss, een Amerikaans onderzoeker die aangaf dat de oorzaak van ME in de hersenen moet worden gezocht[4]
- 2001 Annemieke Kavelaars voor twee artikelen over de stofwisseling[5][6]
- 2003 Lennart Jason, hoogleraar psychologie te Chicago, die in tien jaar onderzoek een duidelijk onderscheid maakt tussen 'chronische vermoeidheid' en het chronischevermoeidheidssyndroom.[7]

Een eenmalige extra prijs ging in 2003 naar Judith Prins voor haar werk over cognitieve gedragstherapie

## Kritiek
De positieve beoordeling van de Nijmeegse onderzoeksgroep, waar met gedrags- en oefentherapie wordt gewerkt, stuitte op kritiek van ME-patiënten, die meenden dat 'Nijmegen' de lichamelijke aard van de ziekte ontkende.

## Opheffing
Het ME-Fonds werd per 1 januari 2004 opgeheven, toen bleek dat het fonds ondanks dat het aan alle criteria voldeed, niet werd geaccepteerd door de Stichting Fondsenwervingsacties Volksgezondheid. De SFV verdeelt de opbrengst van de Nederlandse toto, lotto en bankgiroloterij. Het restant van het fonds werd ondergebracht bij de ME/CVS Stichting Nederland.